# Hradišťko I
Hradišťko I je vesnice v okrese Kolín a část obce Veltruby. Nachází se asi 1,4 kilometru  jihovýchodně od Veltrub, nedaleko od řeky Labe. Hradišťko I je také název katastrálního území o rozloze 2,89 km².

## Historie
První písemná zmínka o vesnici pochází z roku 1290.
Ve vesnici probíhá těžba písků. Písník nejblíže k silnici na Veltruby slouží k rekreačním účelům.

## Pamětihodnosti
- V západní části vsi (v trojúhelníku mezi ulicí Veltrubská a silnicí do Klavar) leží kaple Nanebevzetí Panny Marie z let 1909–1910. Ve druhé polovině roku 2009 byly opraveny škody způsobené srpnovou vichřicí a vykáceny čtyři kolemstojící lípy.[5]
- Boží muka: barokní zděná boží muka z počátku 18. století se nachází východně od osady Hradištko, v poli vpravo od silnice na Veltruby.[6]
- Archeologické stopy hradiště Svatovík: na poli západně od obce, vpravo od silnice na Klavary, na nevýrazné vyvýšenině (nadmořská výška asi 185 metrů). Areál hradiště se nyní nachází na pravém břehu Labe (stejně jako současná obec Hradišťko I), ale původně zde byl levý břeh Labe, které hradiště obtékalo a chránilo ze tří stran ostrým meandrem.[7]
- Litinový křížek na bílém kamenném soklu z roku 1841 (v zatáčce ulice Veltrubská).

## Fotogalerie

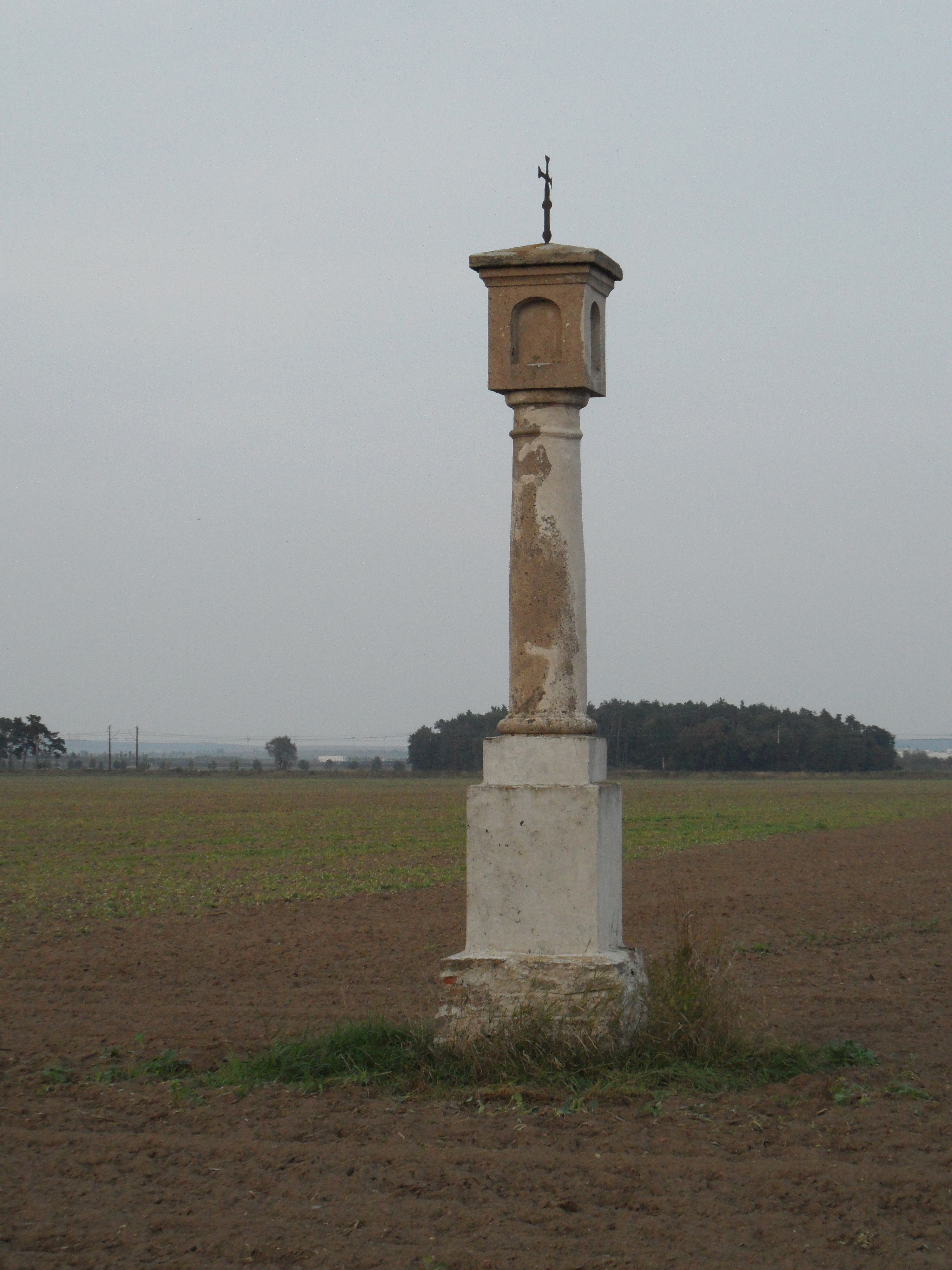
Boží muka
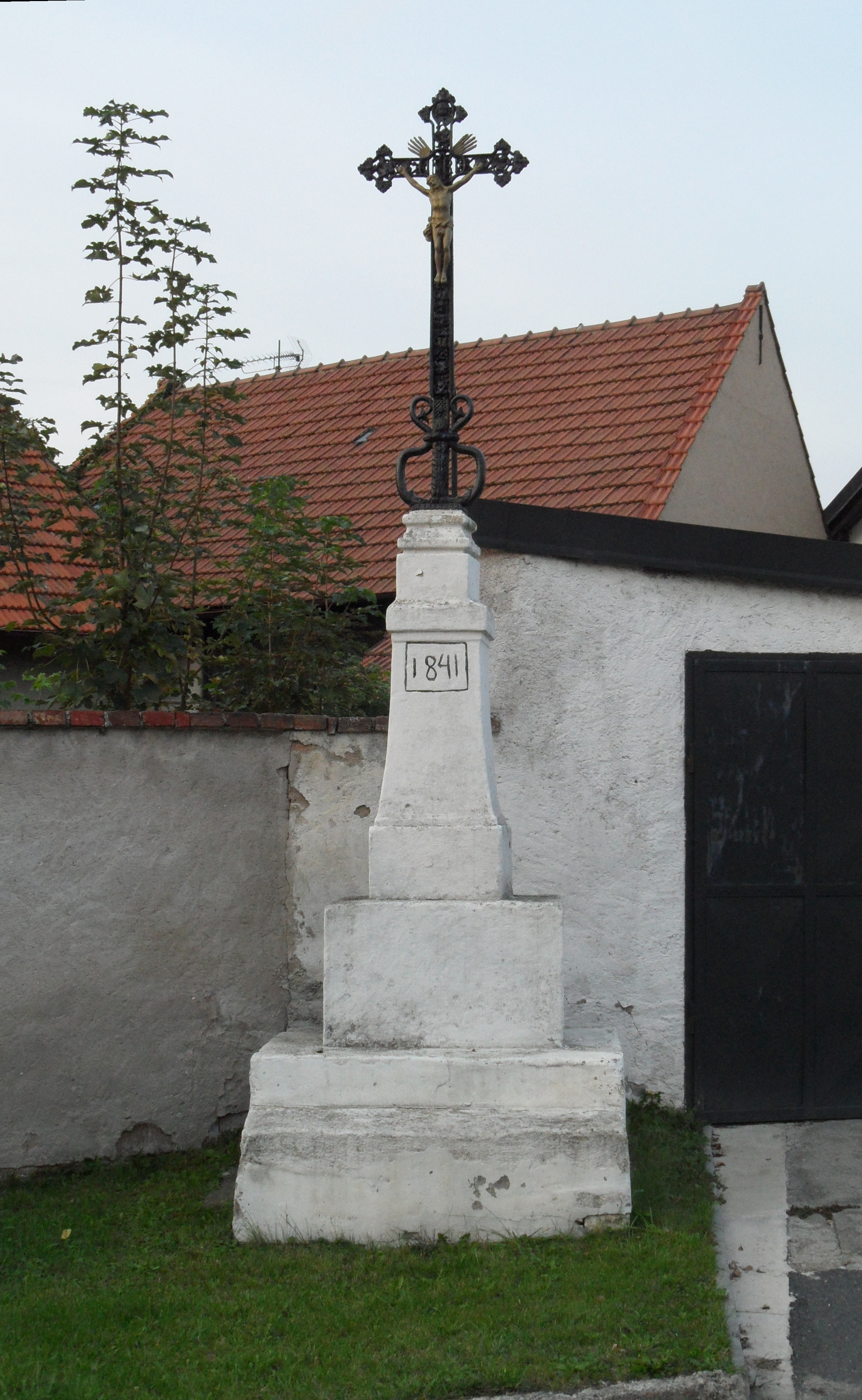
Litinový křížek z roku 1841
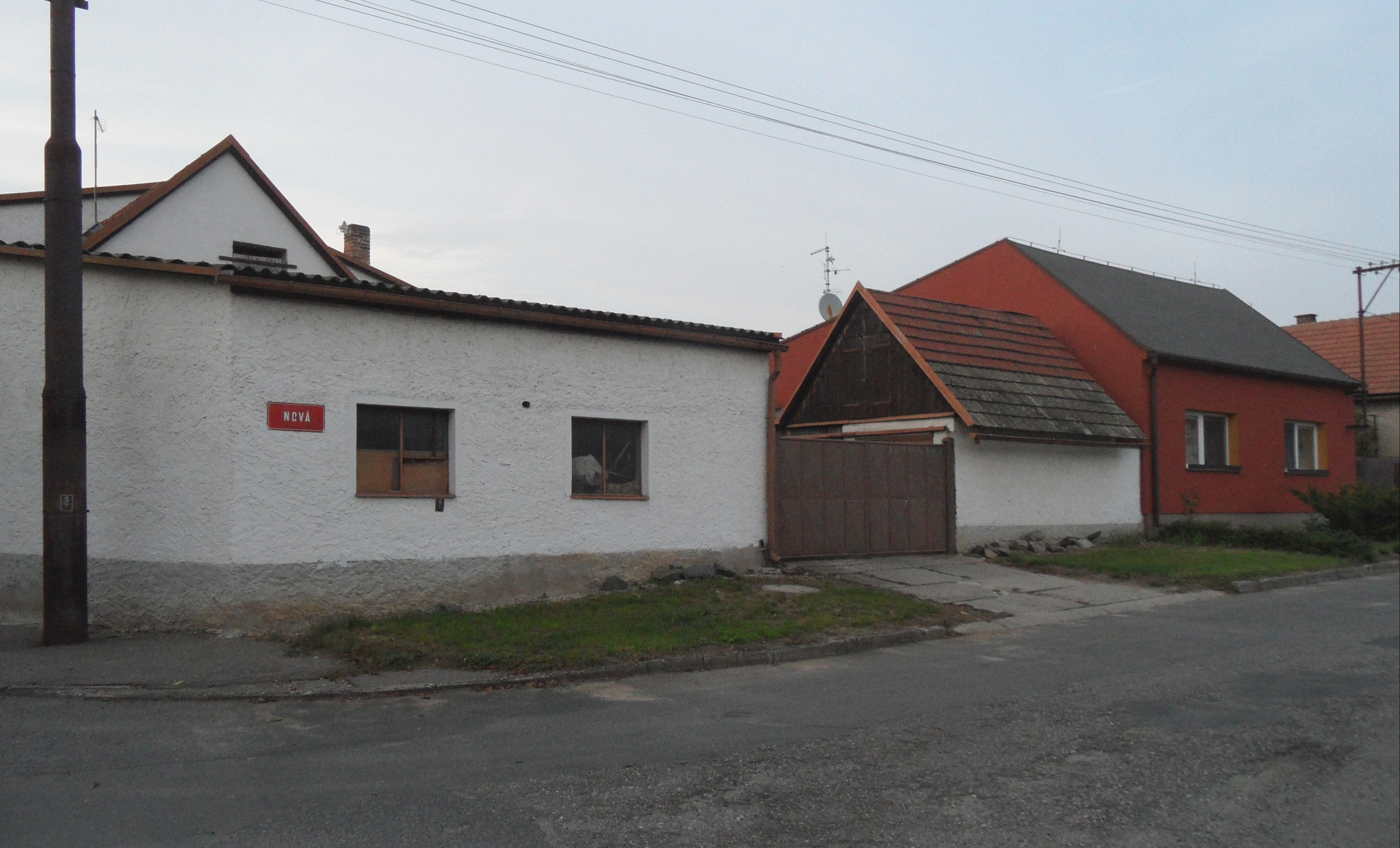
Domy v ulici Nová
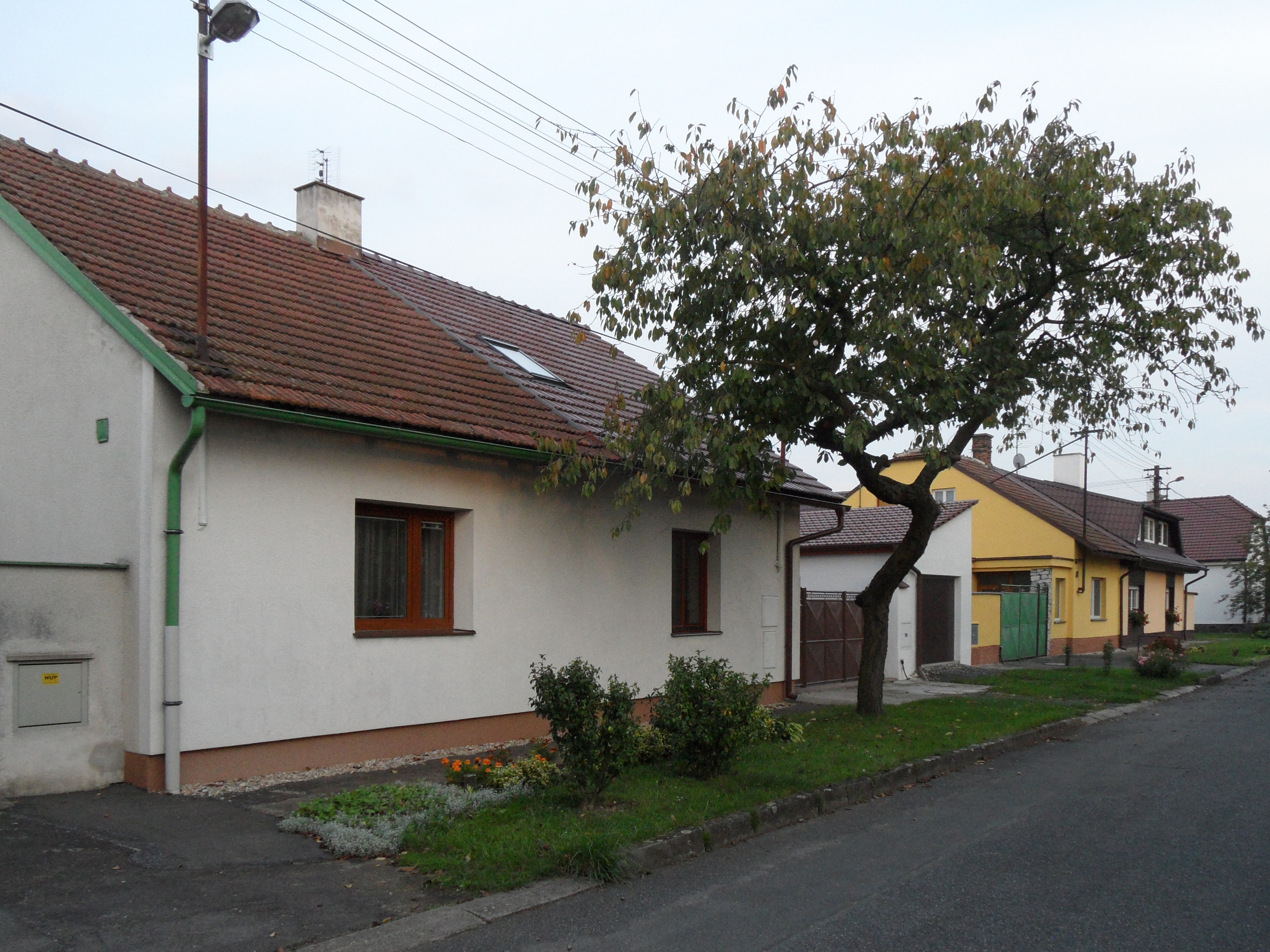
Domy v ulici U potoka
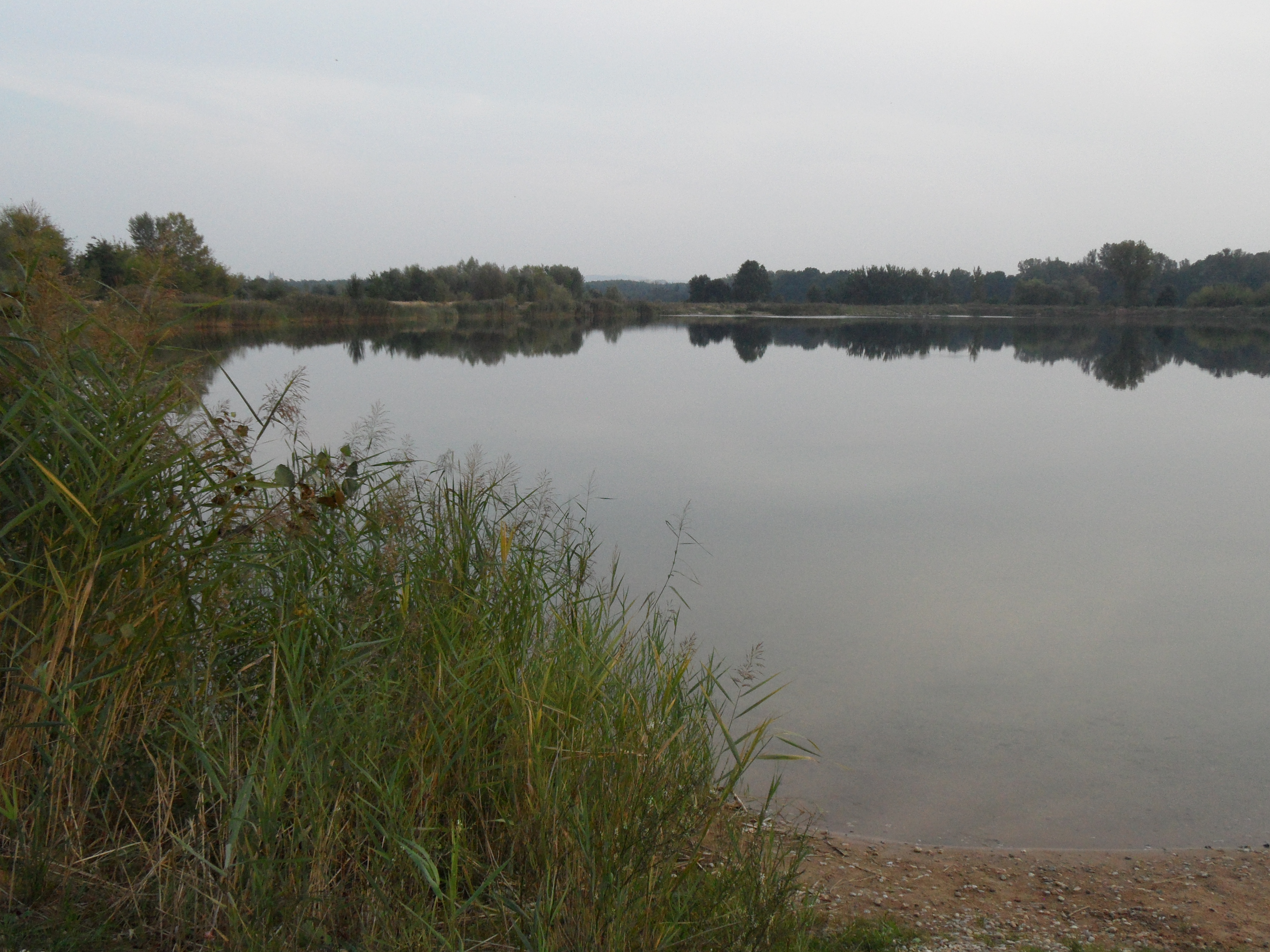
Jeden z písníků